# زمان گذشته (فیلم)
«زمان گذشته» (انگلیسی: Past Tense (film)) یک فیلم است که در سال ۱۹۹۴ منتشر شد. از بازیگران آن می‌توان به اسکات گلن، آنتونی لاپالیا، لارا فلین بویل، دیوید اوگدن استایرس، و شری جی. ویلسون اشاره کرد.